# Уставни оквир за привремену самоуправу
Уставни оквир за привремену самоуправу (енгл. Constitutional Framework for Provisional Self-Government) је акт УНМИК-а од 15. маја 2001. године о устројству привремених институција самоуправе на подручју Косова и Метохије.
Народна скупштина Србије је на доношење тог акта одговорила усвајањем "Декларације о стању на Косову и Метохији, обавезама међународне заједнице и Владе Републике Србије", која је донета 7. јуна 2001. године.

## Историја
Након усвајања Резолуције 1244 Савета безбедности Уједињених нација (1999), подручје Аутономне Покрајине Косова и Метохије стављено је под управу Привремене административне мисије Уједињених нација на Косову (УНМИК).
Резолуција 1244 дефинисала је Косово као део територије Савезне Републике Југославије, која је 2003. године трансформисана у Државну заједницу Србије и Црне Горе, а чији је континуитет 2006. године наследила Република Србија. Већ почетком 2001. године, Влада СРЈ је формирала Савезни комитет за Косово и Метохију, а потом је ради успостављања непосредне комуникације са УНМИК-ом у Приштини отворено и представништво Савезног комитета.
Крајем 1999. године УНМИК је успоставио Заједничку привремену административну структуру (ЗПАС), а потом је 15. маја 2001. године прогласио Уставни оквир за привремену самоуправу. Тим документом су на подручју Косова и Метохије успостављене привремене институције самоуправе (ПИС).
Одлуком УНМИК-а од 4. октобра 2007. године донета је Уредба о изменама и допунама Уставног оквира за привремену самоуправу, која се односила на права мањинских заједица.
Посланици албанске народности у Скупштини (ПИС) једнострано су 17. фебруара 2008. године прогласили независност "Републике Косово", а потом је 15. јуна исте године усвојен и Устав Републике Косово, чиме је албанска страна престала да примењује првобитни Уставни оквир из 2001. године.

## Одредбе Уставног оквира
Уставним оквиром за привремену самоуправу прописано је оснивање привремених институција самоуправе:
- Председник Косова (једини орган ПИС у чијем се званичном називу помиње Косово);
- Скупштина, коју би чинило 120 посланика, од којих је 10 мандата било намењено за Србе и 10 за друге етничке мањине;
- Влада, са председником Владе кога именује Председник и одобрава Скупштина;
- Судови, односно правосудни систем чији састав именује шеф УНМИК-а са листе коју је усвојила Скупштина након што је предложи Судски и Тужилачки савет.

## Спровођење
На основу Уставног оквира из 2001. године одржана су три изборна циклуса за привремене институције самоуправе:
- Избори за привремене институције самоуправе (2001)
- Избори за привремене институције самоуправе (2004)
- Избори за привремене институције самоуправе (2007)